# Guamralle
Die Guamralle (Hypotaenidia owstoni, Synonym: Gallirallus owstoni) ist ein Rallenvogel, der höchstens 1 bis 2 Meter weit fliegen kann.

## Erscheinungsbild
Erwachsene wiegen etwa 200 g. Rücken, Hals, Rumpf Schwanz, Beine und Schnabel sind dunkelbraun. Am Flügel, am unteren Teil der Brust, Bauch und unterm Schwanz gibt es ein Muster aus schwarzen und weißen Federn. Am Hals, an der oberen Brust und über den Augen sind graue Stellen. Der Körper ist wie bei anderen Rallen langgezogen und seitlich zusammengedrückt, so dass die Tiere sich schnell durch dichte Vegetation bewegen können. Jungtiere haben für die ersten drei Wochen ein schwarzes Dunengefieder. Sie erreichen mit acht Wochen ihr volles Gewicht und können über 11 Jahre alt werden.

## Lebensweise
Die Guamralle ist endemisch auf Guam und war ursprünglich in den meisten Lebensräumen der Insel vertreten, wie Wald, Savanne, Buschland, sekundäres Grasland, Farndickichte, landwirtschaftlich genutzte Gebiete. Sie hält sich hauptsächlich an Stellen auf, wo es sowohl Büsche als auch Gras gibt. Innerhalb von Wäldern oder in Feuchtgebieten sieht man sie selten.
Die Guamralle frisst lieber tierisches als pflanzliches Futter. Dazu gehören Schnecken, Aas, Geckos, Insekten. Die eingeführte afrikanische Große Achatschnecke (Achatina fulica) bildet einen wichtigen Anteil der Nahrung. An Pflanzen fressen sie Samen, Palmwedel aber auch diverse Gemüse- und Obstsorten.
Sie pickt ihr Futter meist vom Boden auf, besonders Schnecken. Außerdem fängt sie tieffliegende Insekten, besonders Schmetterlinge, mit dem Schnabel aus der Luft. Indem sie sich strecken, können sie Futter erreichen, das 40 cm oder mehr über dem Boden ist. Stücke von Schneckenhäusern und Korallensplittern werden aufgenommen, um die Verdauung zu unterstützen.

## Fortpflanzung
In Menschenobhut gehaltene Tiere brüteten im Alter von fünf Monaten das erste Mal. Sie brüten über das ganze Jahr verteilt, besonders oft während der Regenzeiten im Juli und November. Es wird vermutet, dass sie mehrfach pro Jahr brüten, wie oft, ist unbekannt.
In einem Nest mit 13 cm Durchmesser, das von beiden Elterntieren gebaut wird, legt das Weibchen 3–4 Eier von 3 × 4 cm Größe. Wie bei vielen Tieren auf früher raubtierfreien Inseln ist das Gelege kleiner als Gelege ihrer Verwandten vom Festland. Beide Elterntiere brüten abwechselnd etwa 20 Tage lang. Die Küken schlüpfen nicht gleichzeitig. Ein Elterntier frisst die Eierschalen.
Die 1–4, durchschnittlich aber 2 Jungtiere sind Nestflüchter und verlassen mit den Eltern innerhalb von 24 Stunden das Nest. Küken werden von den Elterntieren manchmal auf das Futter aufmerksam gemacht und picken es dann selbstständig auf, manchmal aber auch mit gefangenen Fluginsekten gefüttert.

## Bedrohungsstatus
Die Ralle war früher in Guam weit verbreitet und wurde von den Bewohnern der Insel bejagt. 1960 war der Handel mit Jungvögeln und Eiern und die Jagd auf die Vögel verboten. 1964–1976 war eine beschränkte Jagd erlaubt. Sie starb auf dem Südteil der Insel Anfang der 70er aus, es gibt aber keinen Hinweis darauf, dass dafür die zu dem Zeitpunkt schon wieder verbotene Jagd verantwortlich sein könnte. 1981 wurden nur noch etwa 2300 Vögel im Norden der Insel gefunden. 1983 gab es nur noch zwei kleine, nicht zusammenhängende Populationen. Ursache für das Aussterben waren eingeführte Fleischfresser, besonders die Braune Nachtbaumnatter (Boiga irregularis) sowie Autounfälle.
In Gefangenschaft wurde die Ralle seit 1984 sehr erfolgreich gezüchtet und seit 1995 wurden mehr als 100 von ihnen wieder in die Freiheit entlassen. Nachdem die Erfolge zuerst gering waren, wurden die Nachtbaumnattern durch Fallen getötet und vom Lebensraum der Vögel ferngehalten. Seither wurden Bruterfolge gemeldet.
Außerdem wurde seit 1987 versucht auf der nahegelegenen Insel Rota die Ralle anzusiedeln. 1999 wurden dort die ersten erfolgreichen Bruten gemeldet.